# LaSalle Street Station
LaSalle Street Station est un terminal ferroviaire de la ville de Chicago. Située dans le quartier de Printer's Row en centre-ville, cette gare est desservie par la ligne Rock Island du réseau Metra. LaSalle Street Station fut un important terminal ferroviaire interurbain de la New York Central Railroad jusqu'en 1968 et de la Chicago, Rock Island and Pacific Railroad jusqu'en 1978.
La structure actuelle est la troisième gare sur le site. La précédente gare a été démolie en 1978 et fut remplacée par la gare actuelle et un nouveau bâtiment donnant accès à la bourse de Chicago en 1981.
Le Chicago Board of Trade Building, la Willis Tower et la Harold Washington Library se trouvent à proximité. LaSalle Street Station est fréquentée chaque jour par 17 000 navetteurs des lignes vers Rock Island District.
La gare fut le lieu de tournage du film d'Alfred Hitchcock, La Mort aux trousses, avec Cary Grant en 1959 et également du film L'Arnaque en 1973 avec Paul Newman et Robert Redford.

## Son histoire
La première gare fut ouverte le 22 mai 1852 avec l'achèvement de l'Indiana North & Chicago Railroad.
Le 1er octobre 1852, le Chicago & Rock Island Railroad a commencé à utiliser la gare également. Les deux compagnies utilisaient des voies parallèles le long du lac pour rejoindre le terminal de LaSalle Street Station.
En décembre 1866, la gare fut rénovée et agrandie  mais le Grand incendie de Chicago d'octobre 1871 la détruisit. La gare fut donc reconstruite une deuxième fois et rouvrit ses portes après plusieurs années de travaux, le 1er juillet 1903.
La gare resta en l'état, ne subissant que des modifications mineures, jusqu'en 1981.

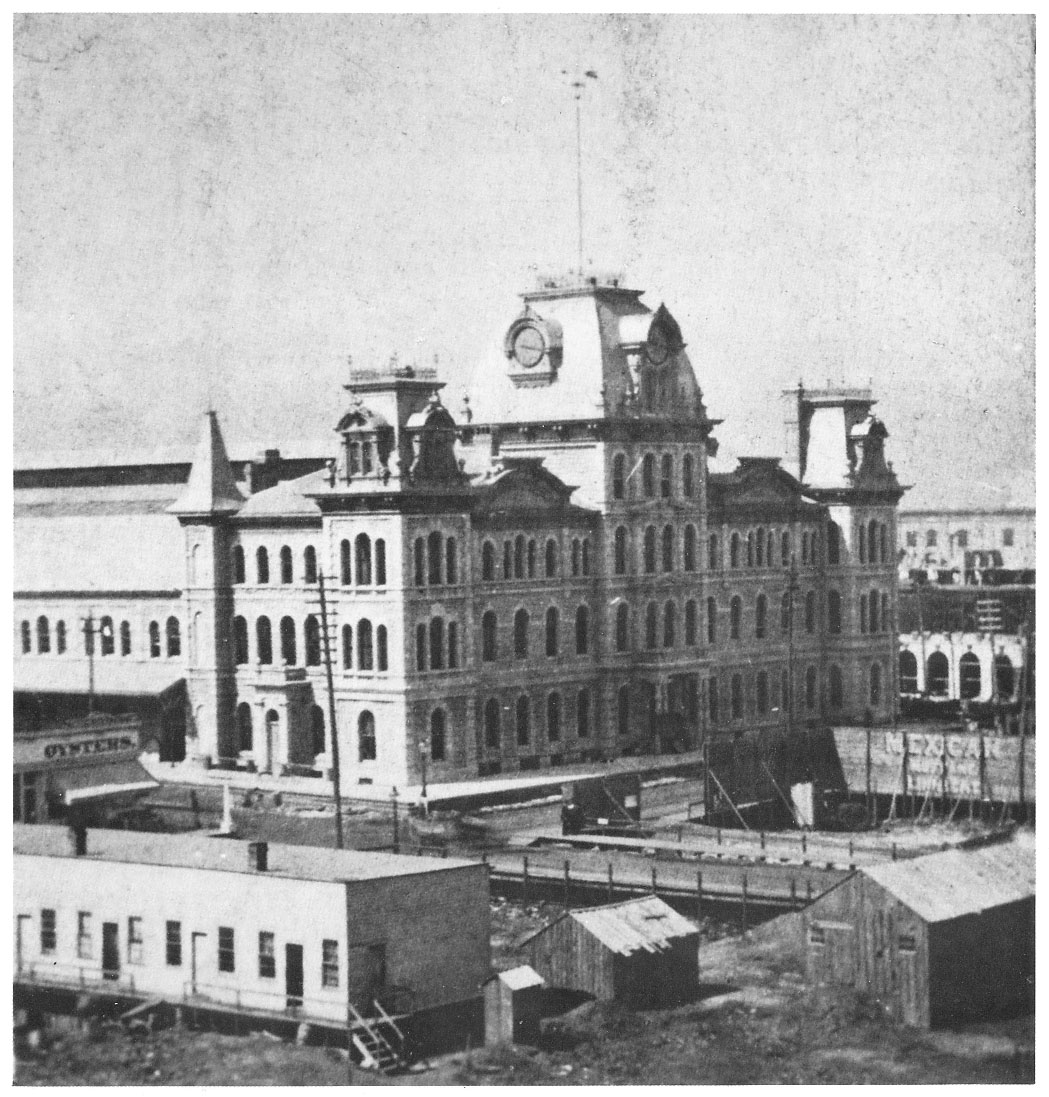
Photo de LaSalle Street Station en 1903

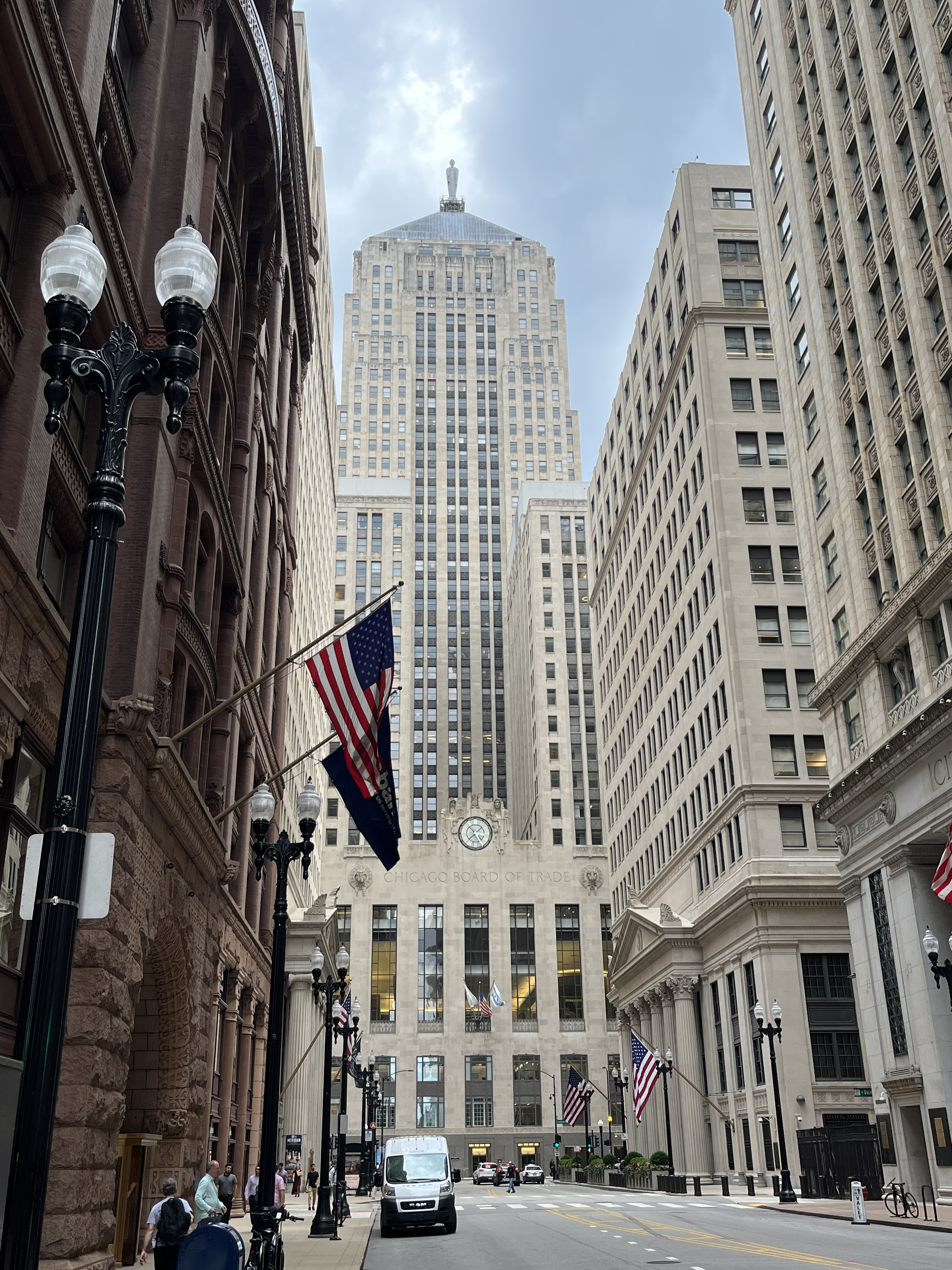
Vue connue de LaSalle Street avec la gare derrière le Chicago Board of Trade Building

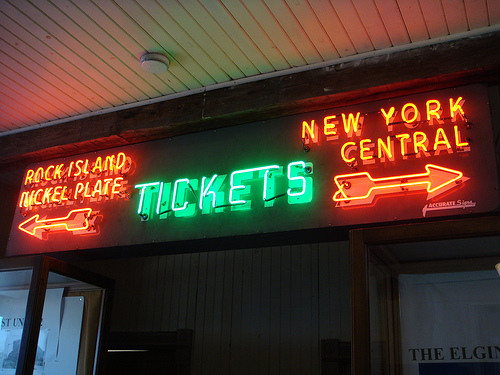
Salle des guichets de LaSalle Street Station

Le 18 janvier 1957, la LaSalle Street Station commença à être utilisée par la Central Michigan  en circulant sur la Lake Shore Line, sur le New York Central Railroad et sur le Michigan Southern Railway successeur de l'Indiana North.
Les derniers trains en provenance de New York à LaSalle Street Station arrivèrent le 26 octobre 1968 avant que les autres liaisons interurbaines ne soient également peu à peu déviées vers Union Station sous la consolidation des lignes sous Amtrak jusqu'au 1er mai 1971.
Contrairement à l'Amtrak, Rock Island choisit de continuer à exploiter LaSalle Street Station jusqu'en 1978 bien qu'une nouvelle jonction lui permette de dévier ses trains jusqu'Union Station également.
En 1978, il fut décidé de reconstruire une troisième fois LaSalle Street Station sous la forme que l'on lui connaît encore aujourd'hui. Les lignes de la Rock Island furent englobées dans la fusion permettant la création du Metra et il fut dès lors décidé de conserver LaSalle Street Station comme terminus de la ligne vers la banlieue sud de Chicago.

## Les correspondances

### Chicago Transit Authority
1. 1 Indiana / Hyde Park
2. 7 Harrison
3. 22 Clark (Owl Service)
4. 24 Wentworth
5. 36 Broadway
6. 126 Jackson
7. 129 West Loop / South Loop
8. 130 Museum Campus (service estival seulement)
9. 132 Goose Island Express
10. 145 Wilson / Michigan Express
11. 151 Sheridan (Owl Service - Service de nuit)
12. 156 LaSalle

### ChicaGo Dash
Le service de navette entre le centre-ville de Chicago et Valparaiso (en heure de pointe uniquement)

### Métro de Chicago
LaSalleStreet Station se trouve à un block à l'ouest de la station LaSalle où roule la ligne bleue et à trois block au Sud de la station LaSalle/Van Buren où une correspondance est possible vers les lignes orange, brune, mauve et rose.